# Collégiale Saint-Hippolyte du Malzieu
Pour les articles homonymes, voir Église Saint-Hippolyte.
La collégiale Saint-Hippolyte du Malzieu est une ancienne collégiale située au Malzieu, dans le département français de la Lozère. La collégiale est désormais une église paroissiale rattachée à la paroisse Saint-Jacques, l'une des cinq paroisses du diocèse de Mende.
L'édifice est référencé dans la base Mérimée et à l'Inventaire général Région Occitanie.

## Histoire
L’église Saint-Hippolyte est la troisième église paroissiale érigée au Malzieu.
La première fut, fort probablement, bâtie par des moines bénédictins de l'abbaye de Saint-Gilles au cours du XIIe siècle. Une bulle du pape Innocent III, du 12 novembre 1208 confirme à l’abbaye de Saint-Gilles du Gard ses droits sur l’église du Malzieu. Les moines érigèrent concomitamment deux églises, la seconde sur la butte de Verdezun proche du Malzieu étant dédiée à Saint Laurent. Ces deux églises de style roman devaient être assez semblables. Les ruines de Saint Laurent peuvent aider à se figurer la première église Saint-Hippolyte.
La deuxième église Saint Hippolyte fut érigée en remplacement de l’église romane détruite en 1573 par les troupes de Mathieu Merle au cours des guerres de religion. Elle sera reconstruite en 1582 (une pierre de remploi insérée dans le mur extérieur de l’abside est de l’église actuelle semble l’attester) dans le style gothique de l’époque. La communauté de prêtres du Malzieu (14 prêtres) était responsable des 35 paroisses environnantes. Elle deviendra collégiale par une bulle d’Urbain VIII du 5 août 1623  et le restera jusqu’à la Révolution.
Au cours du dernier quart du XIXe siècle l’église devenant trop petite et le cimetière devant être déplacé hors les murs conduisirent à l’érection d’une nouvelle église. Sur des plans de l’architecte départemental Germer-Durand la reconstruction débute en 1881. Elle sera menée en deux étapes : la première s’achève en 1884 par l’édification du corps de l’église, la seconde s’étendra sur l’année 1886 qui verra l’élévation du clocher. Les plans originaux de la nouvelle église prévoyaient la conservation de l’ancien chœur pour servir à l’édification de l’abside sud ainsi que de l’ancienne chapelle nord pour servir de sacristie. L’écroulement de l’ancien chœur au cours de la construction a conduit à ne conserver que l’ancienne chapelle. Si cet événement est malheureux pour ce qu’une réalisation conforme aux plans primitifs aurait permis de se faire aujourd’hui une meilleure idée de l’apparence de l’ancienne église, il est toutefois bénéfique pour l’homogénéité de l’ensemble.

## Description

### Généralités
D’un style néoroman l’église Saint-Hippolyte est construite sur un plan en croix latine selon un axe sud-nord, le clocher hors murs accolé à la face sud forme un porche fermé.
À l’exception de la sacristie ouest toutes les voûtes sont d’arête et les arcs plein-cintre.
Les dimensions intérieures sont de 36 m de long sur 29 m, les voûtes centrales s’élèvent à 11 m.

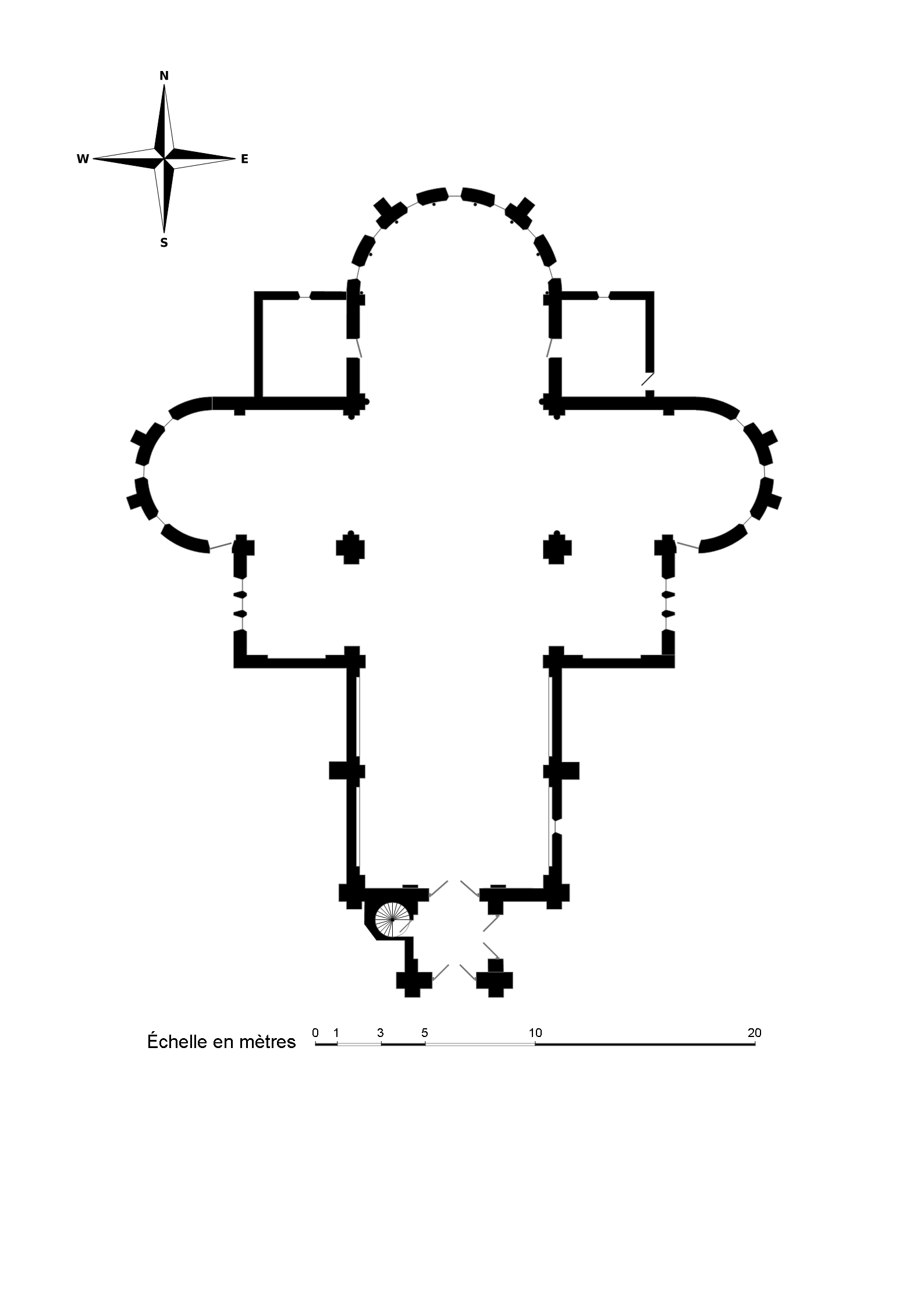
Plan masse de l'église

### L’intérieur

#### Le porche
Le porche, de plan carré de 3,2 m de dimension intérieure, est voûté, il constitue le rez-de-chaussée du clocher. Il s’ouvre sur l’extérieur par deux grandes portes en bois au sud et à l’est. Ces portes sont enchâssées dans une ouverture en arcade.
Une petite porte donne accès à un escalier de pierre en vis logé dans une cage extérieure qui mène au deuxième niveau du clocher s’ouvrant sur la tribune.
L’ouverture vers le vaisseau central est constituée d’une porte rectangulaire surmontée d’un tympan vitré.

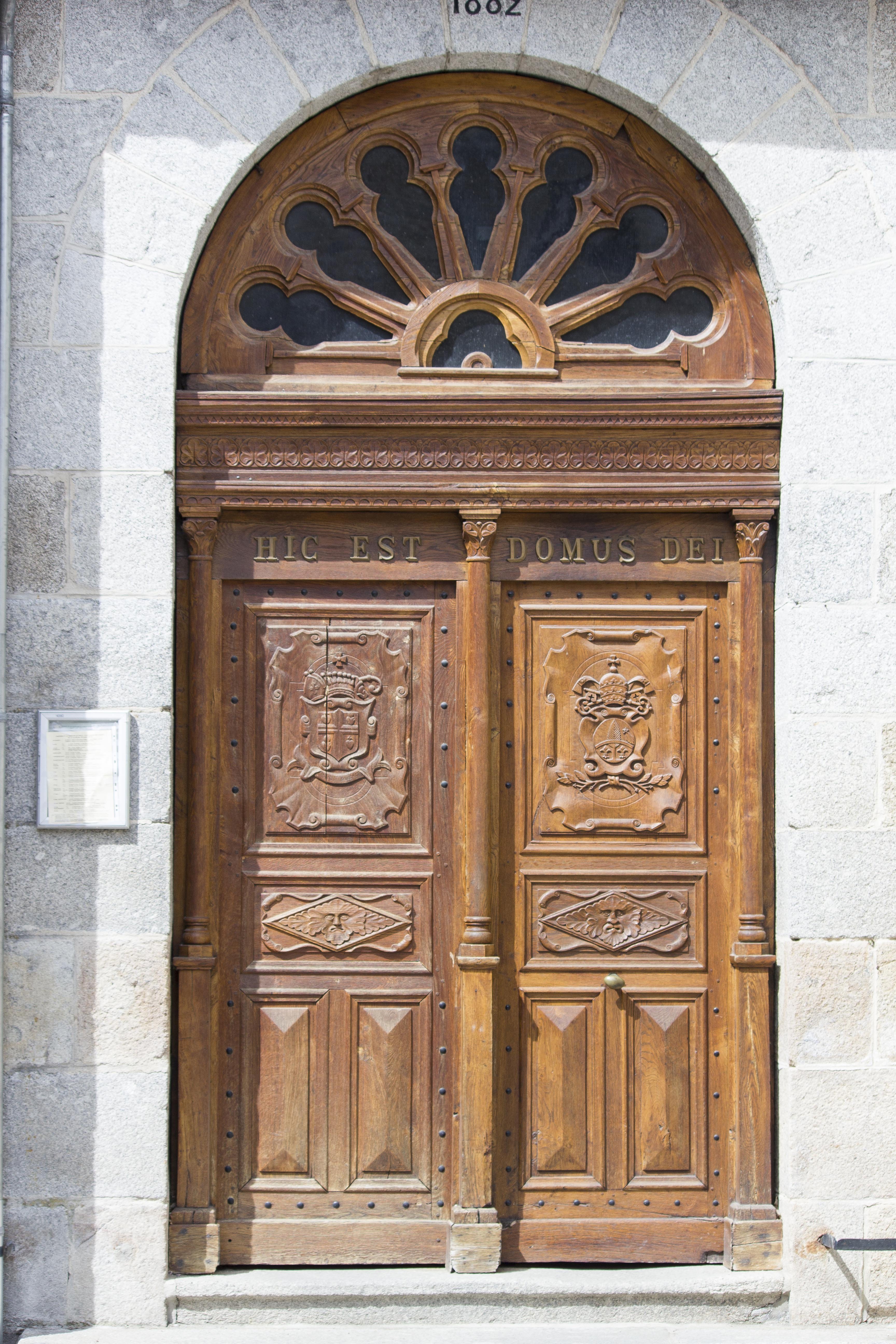
Portail Est
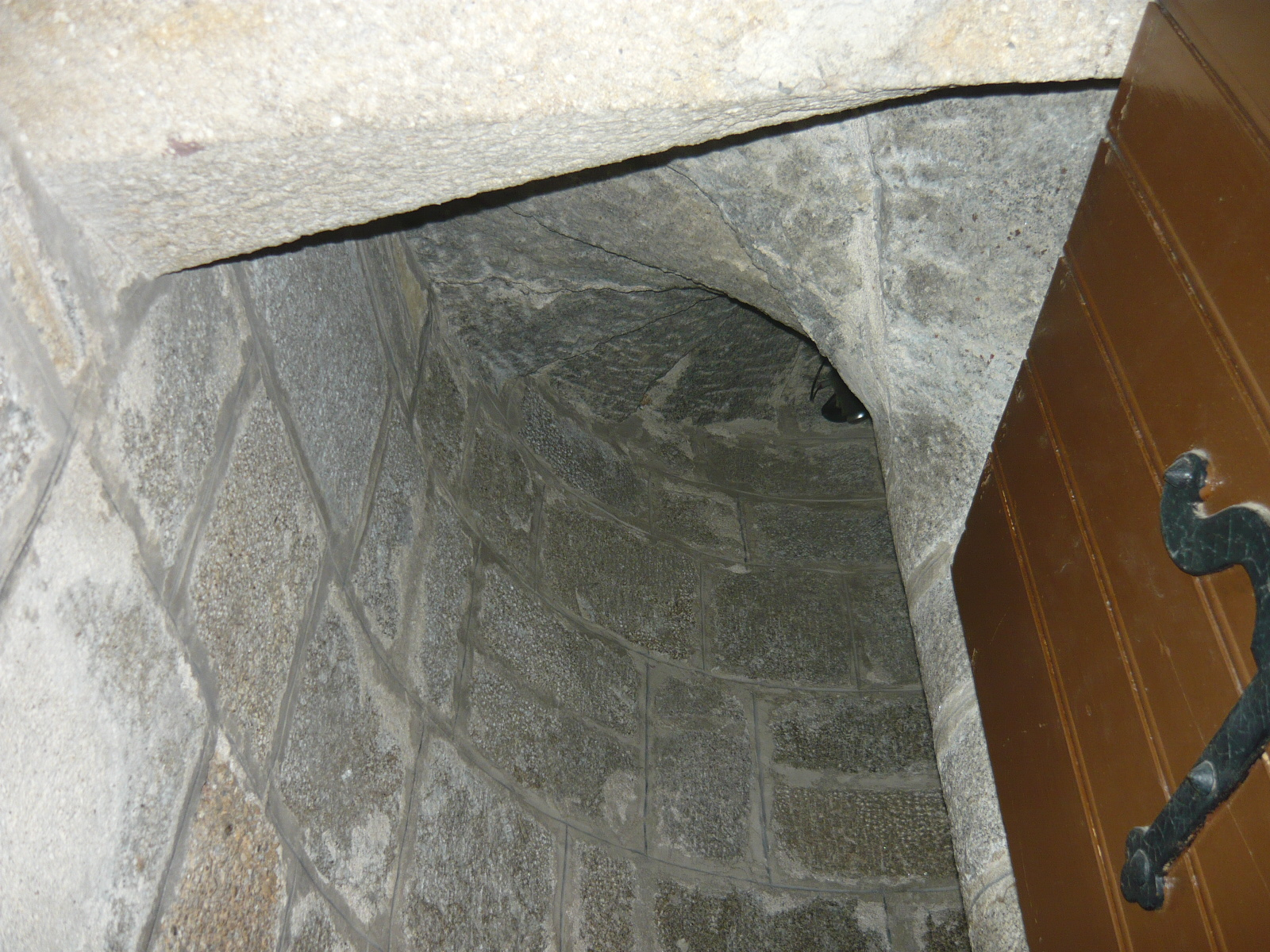
Porte d'accès au clocher
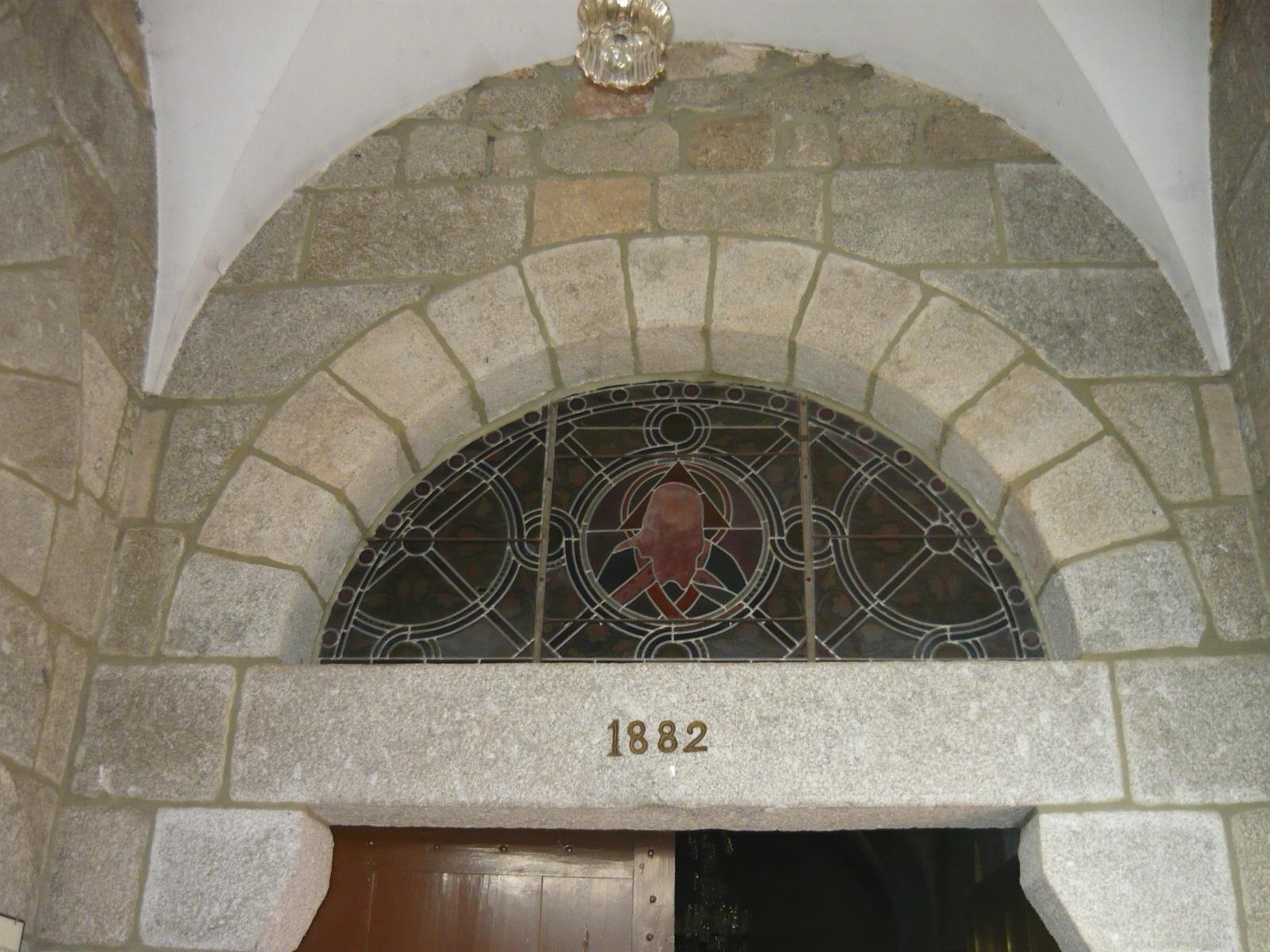
Tympan du portail d'entée dans la nef

#### La nef
Le vaisseau central, de 15 m de long sur 8,8 m de large, est constitué de trois travées dont la voûte est délimitée par des arcs-doubleaux en plein-cintre à une seule rangée de claveaux. À hauteur de la retombée des arcs-doubleaux et tout autour de l’église court une frise chanfreinée. Chaque travée possède, sur les murs gouttereaux, une arcade plein-cintre aveugle surmontée par une fenêtre. Ces fenêtres en plein-cintre sont fermées par un vitrail.
La première travée est surmontée d’une tribune transversale, c’est la raison pour laquelle elle est la seule à posséder une ouverture en partie basse sur sa face est.
La troisième est bordée de deux bas-côtés dont la voûte, également d’arête, est d’une hauteur de 4,75 m. Chacun de ces bas-côtés reçoit le jour sur les faces respectivement est et ouest par trois fenêtres accolées, celle du centre étant plus haute, closes par un vitrail.

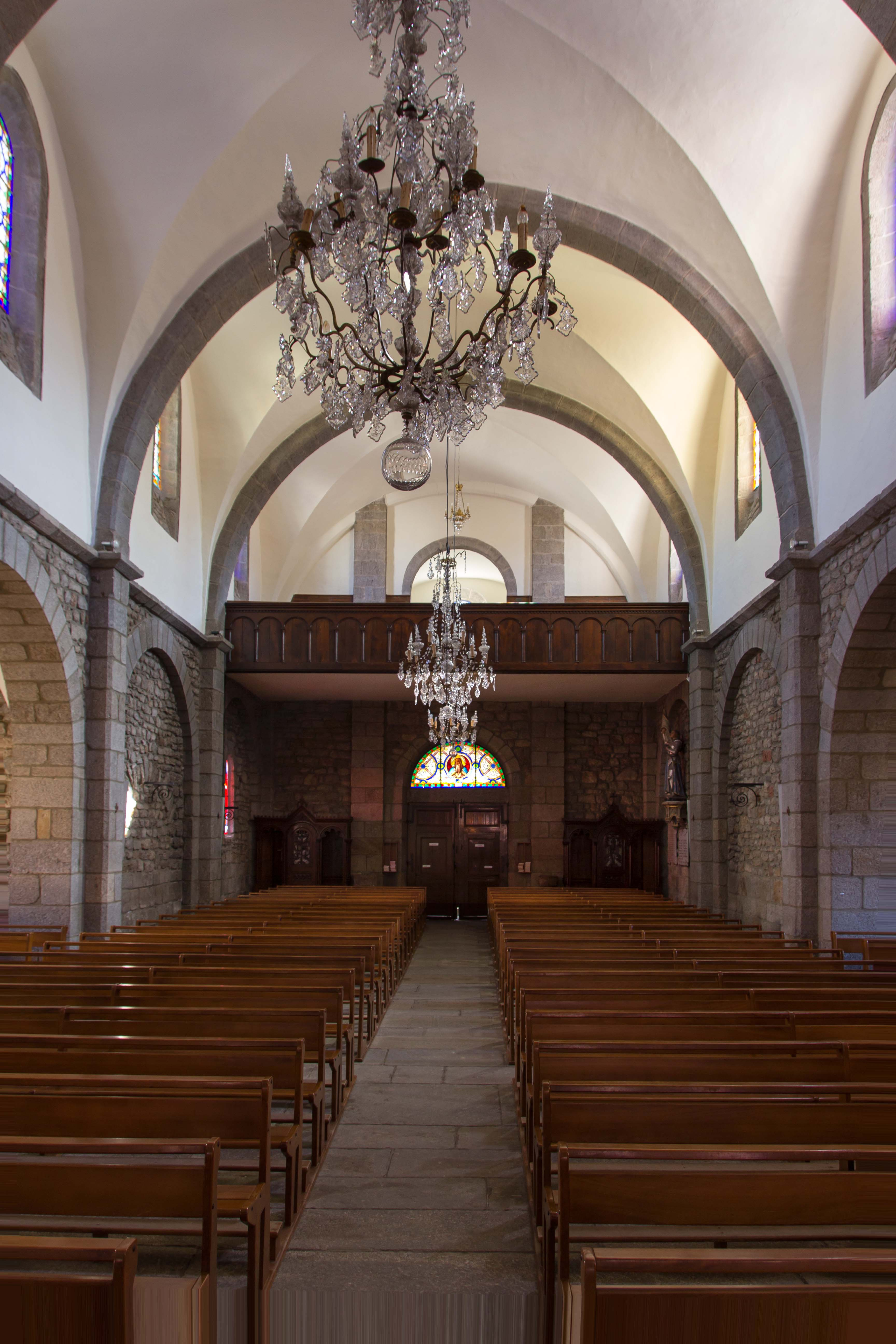
La nef vue du chœur
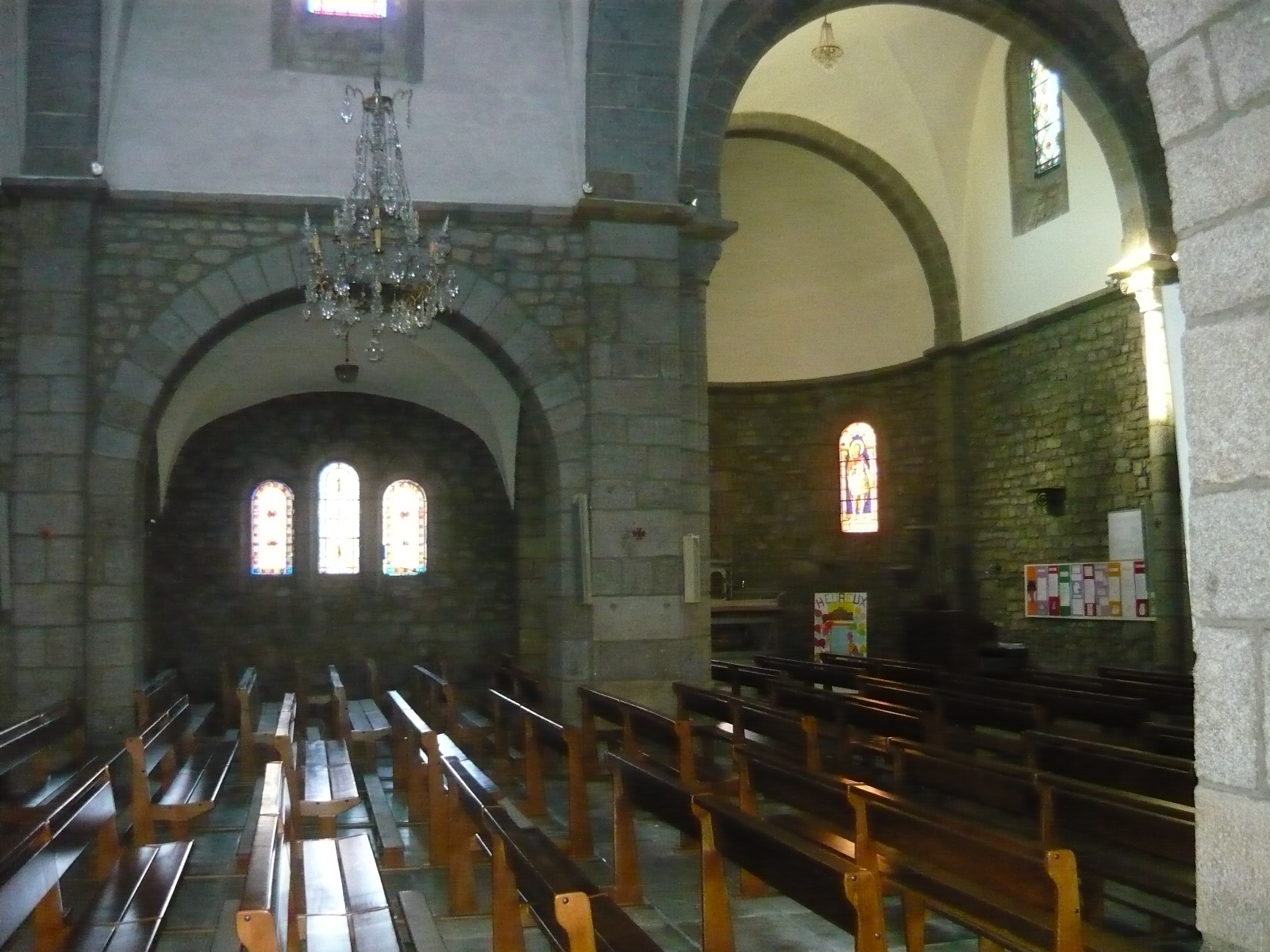
Le bas-côté Est

#### Le carré du transept
Les arcs-doubleaux du carré du transept (à l’exception de l’arc commun au vaisseau central) sont constitués de deux rangées de claveaux de section rectangulaire qui retombent sur des colonnes semi-engagées dont les chapiteaux sont sculptés de personnages, de feuillages ou d’animaux.
L’élévation des voûtes du transept étant moindre que celle de la nef, le raccord à la voûte d’arête se fait par un mur de remplage porté par l’arc-doubleau du transept. Ce mur est percé d’un oculus.
À l’angle nord-est est suspendu un christ en bois du XIIIe siècle classé par les beaux-arts en 1908 .

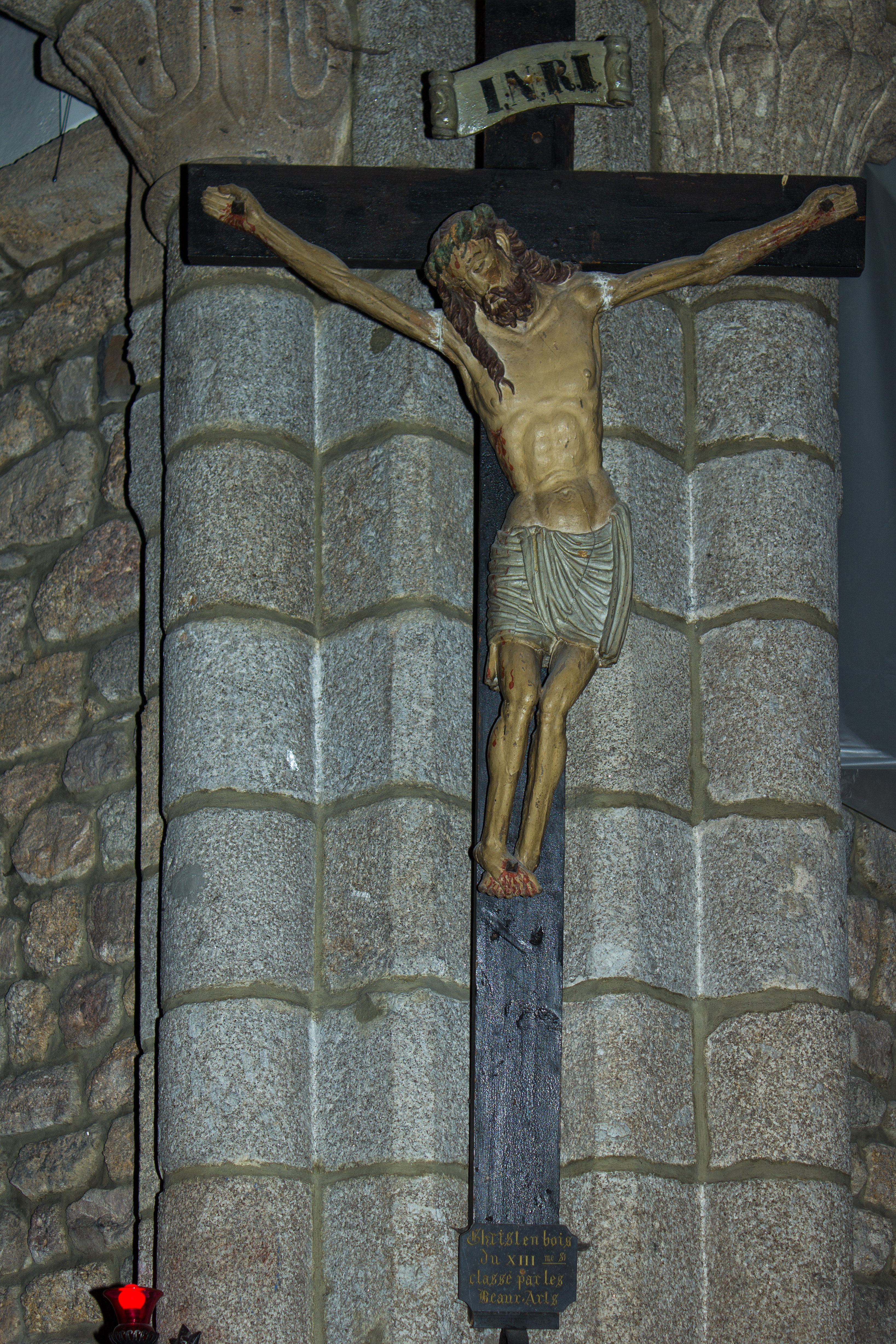
Le Christ en croix

#### Le chœur et l'abside centrale
Le chœur est semblable à la deuxième travée de la nef. Il comporte de plus sur chacun de ses côtés latéraux une porte donnant accès aux deux sacristies. Au milieu du chœur, sur une estrade de granit à deux degrés, un autel moderne en granit a été posé.
L’abside, d’un diamètre de 8,6 m, est voûtée en cul-de-four. Elle est rythmée à l’intérieur par un décor d’arcades retombant sur des colonnettes dont les chapiteaux sont sculptés de motifs semblables à ceux que l’on trouve sur les chapiteaux du carré du transept. Chacune de ces arcades est éclairée par un vitrail qui représente un sacrement de l’Église.

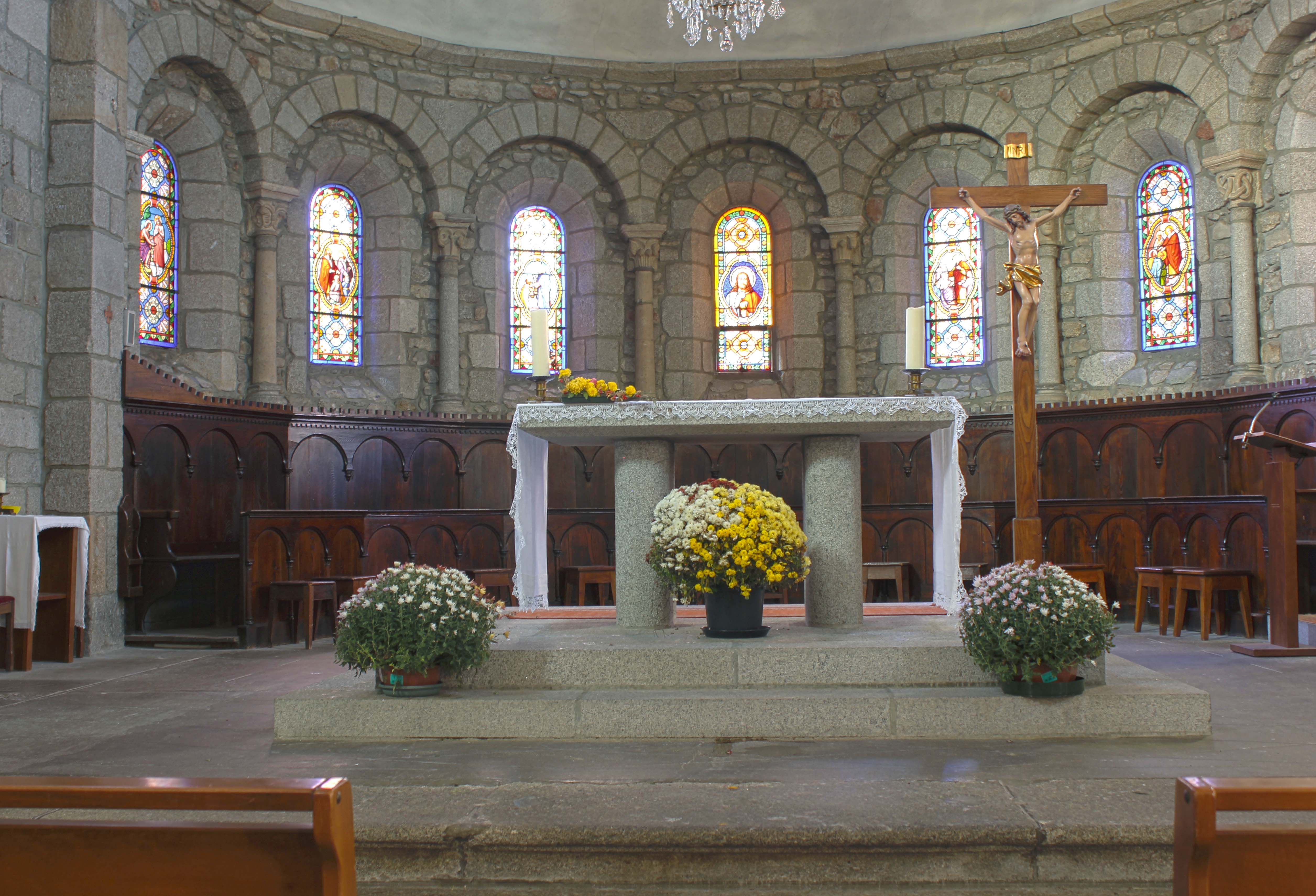
Le chœur et l'abside

#### Le transept
Chacun des bras du transept est constitué d’une travée de 4,5 m sur 6 m dont la voûte domine à 9,6 m et donne accès à une porte latérale. Cette travée est prolongée d’une abside semi-circulaire de 6 m de diamètre voûtée en cul-de-four éclairée par trois vitraux. Le croisillon ouest est dédié à saint Joseph tandis que l’est l’est à Marie.
Une vitrine du croisillon présente, en dépôt de la commune de Prunières, une Vierge à l’Enfant du XIIIe siècle, la Vierge d’Apcher. Cette Vierge est classée depuis 1961.

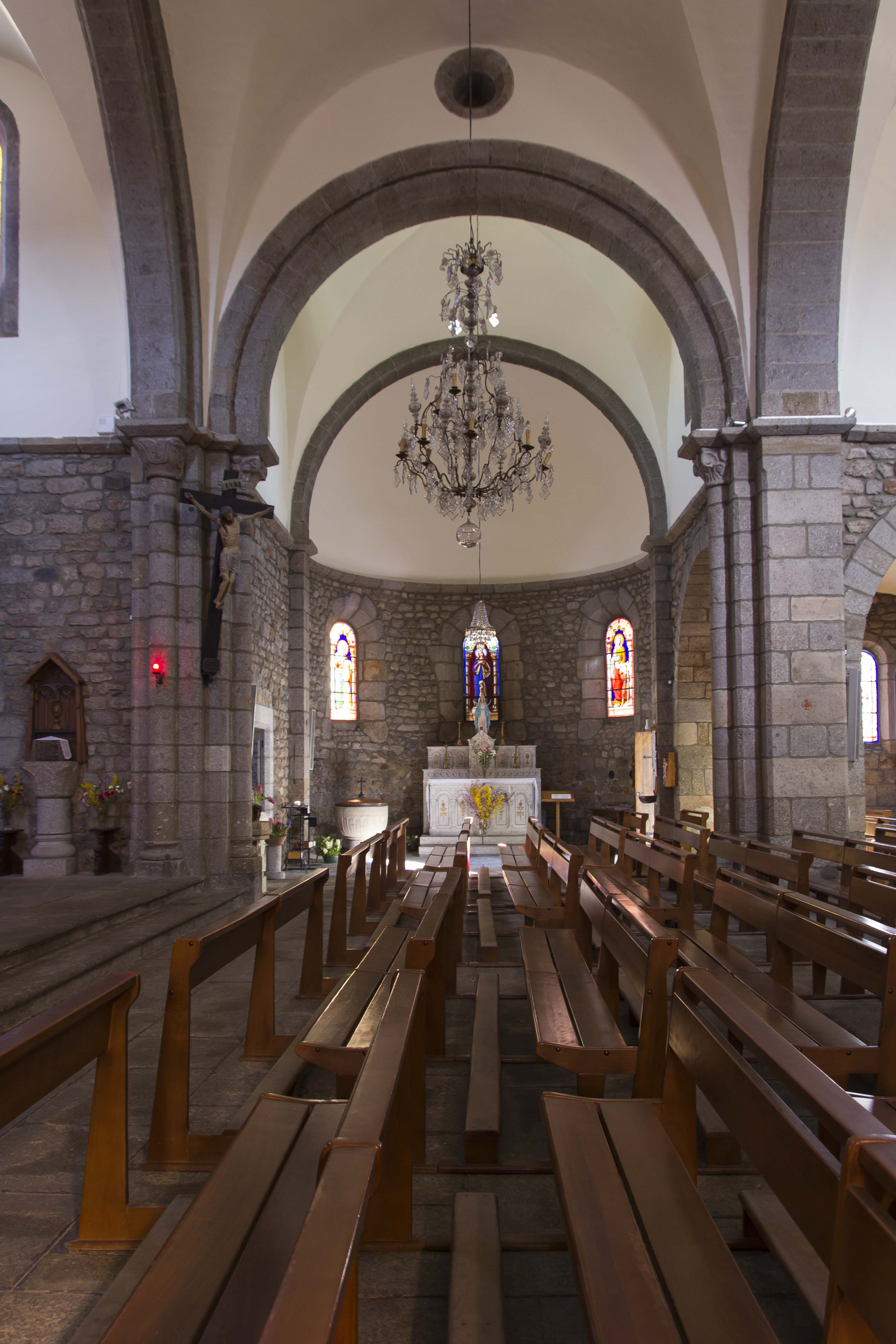
L'abside Est - sainte Marie
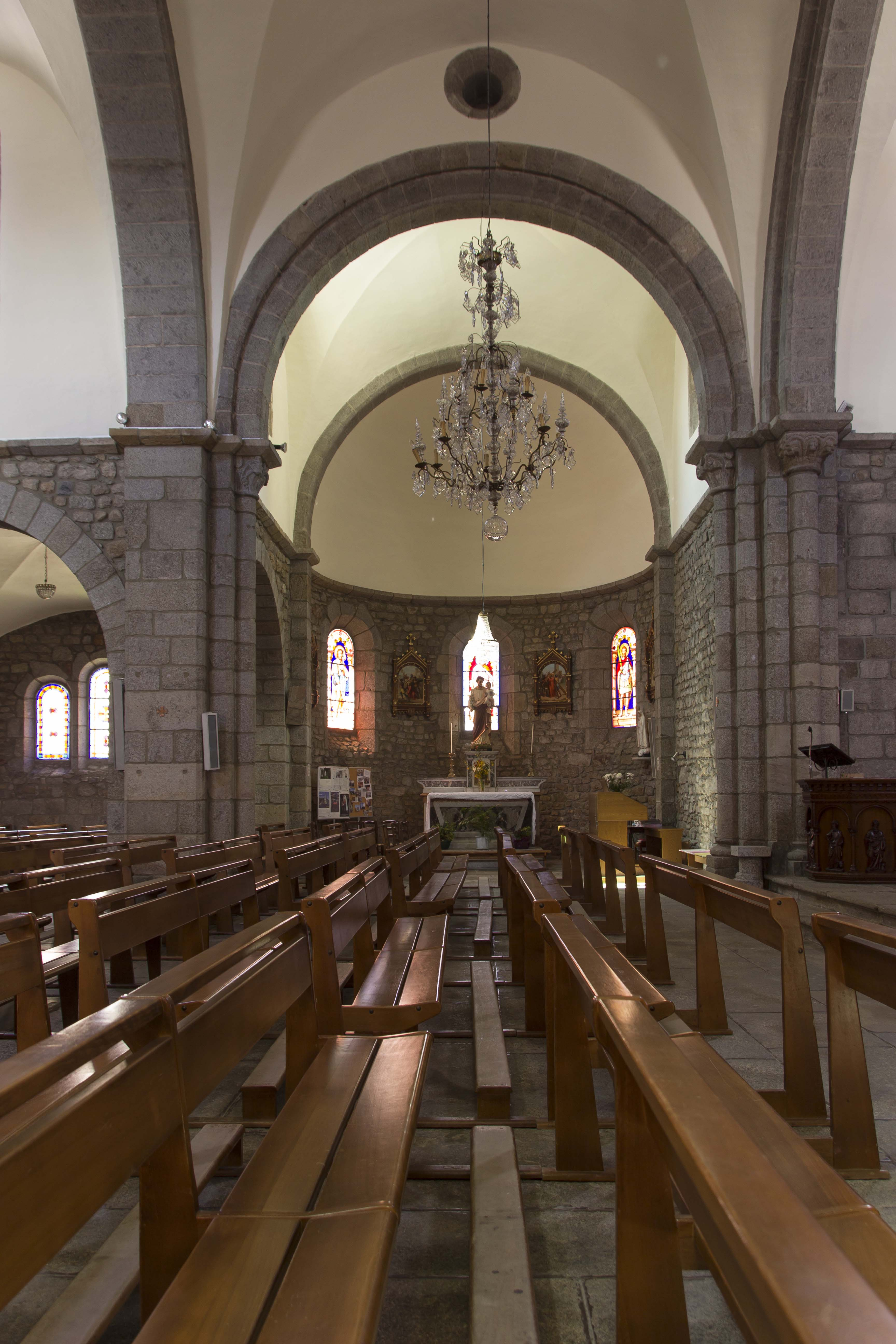
L'abside Ouest - saint Joseph
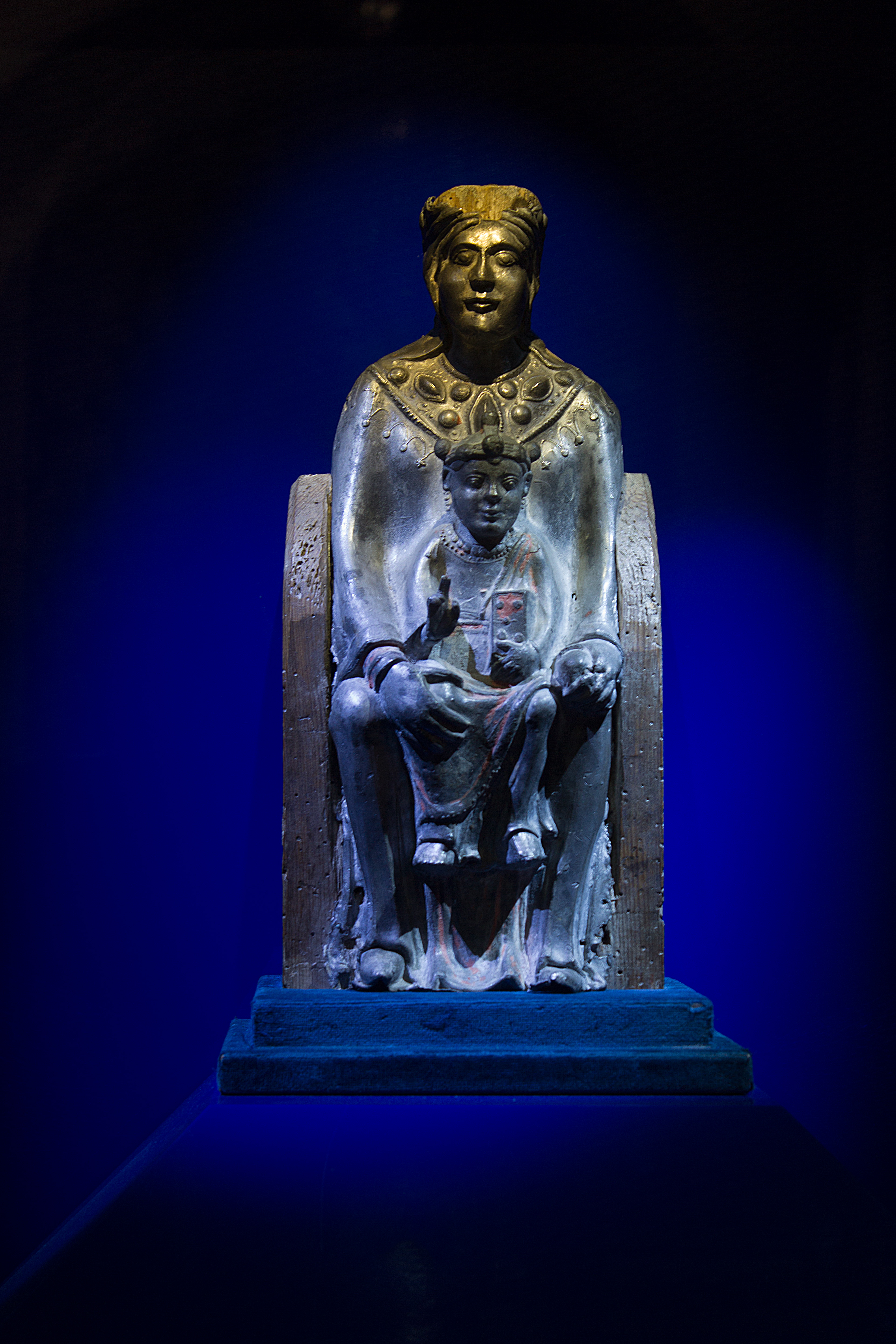
La Vierge d'Apcher

#### La sacristie
La sacristie, qui est une chapelle latérale de l’ancienne église, est voûtée d’ogives et est dotée de culots sculptés de têtes humaines.

### L’extérieur

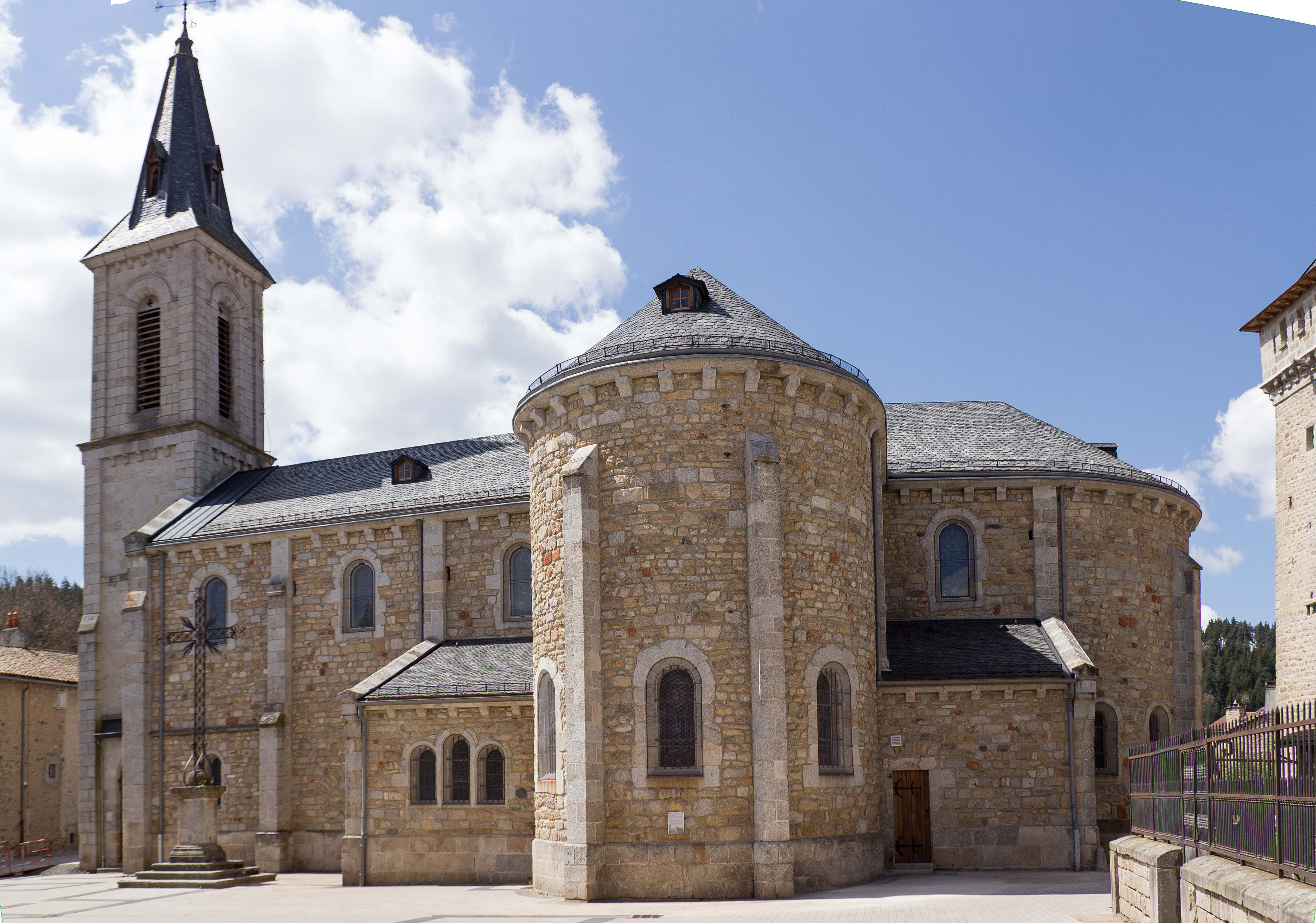
Vue générale du N-E

#### L’église
Les murs du bâtiment sont maçonnés en blocage de moellons de granit de tailles inégales. La structure est soulignée par des contreforts s’appliquant au droit des arcs-doubleaux, ces contreforts sont montés en pierres taillées très régulières.
L’église est entièrement couverte d’ardoise. La toiture de la nef et du transept est à longs-pans tandis que les absides du chœur et du transept sont couvertes d’un toit à croupe ronde. Les bas-côtés et les sacristies sont quant à elles couvertes d’un toit en appentis.
La jonction entre la toiture et les murs s’effectue par une corniche chanfreinée soutenue par des corbeaux au profil en cavet.

#### Le clocher
Le clocher érigé sur un plan carré est constitué d’une tour à deux étages, le second plus étroit contient la chambre des cloches, surmontée d’une aiguille hexagonale. La tour ainsi que la façade sud sur laquelle elle est appuyée sont maçonnées en appareil régulier.
Le premier étage comporte trois niveaux : le porche au premier niveau, une petite salle voûtée servant de vestibule à la tribune au deuxième, enfin une petite salle donnant accès aux combles de l’église et aux parties hautes du clocher. Le deuxième étage est éclairé par un oculus vitré situé sur la face sud alors que le troisième l’est par une fenêtre.
La modénature de cet édifice est plus recherchée et plus fine que celle du corps principal.
Dans l’encoignure ouest une cage d’escalier est construite hors murs permettant l’accès à la tribune ainsi qu’au beffroi.
L’aiguille en charpente est couverte d’ardoises. Commençant par une pyramide à base carrée elle se prolonge en prisme octogonal. Chacune des faces parallèles à celles du carré comporte un chien-assis.

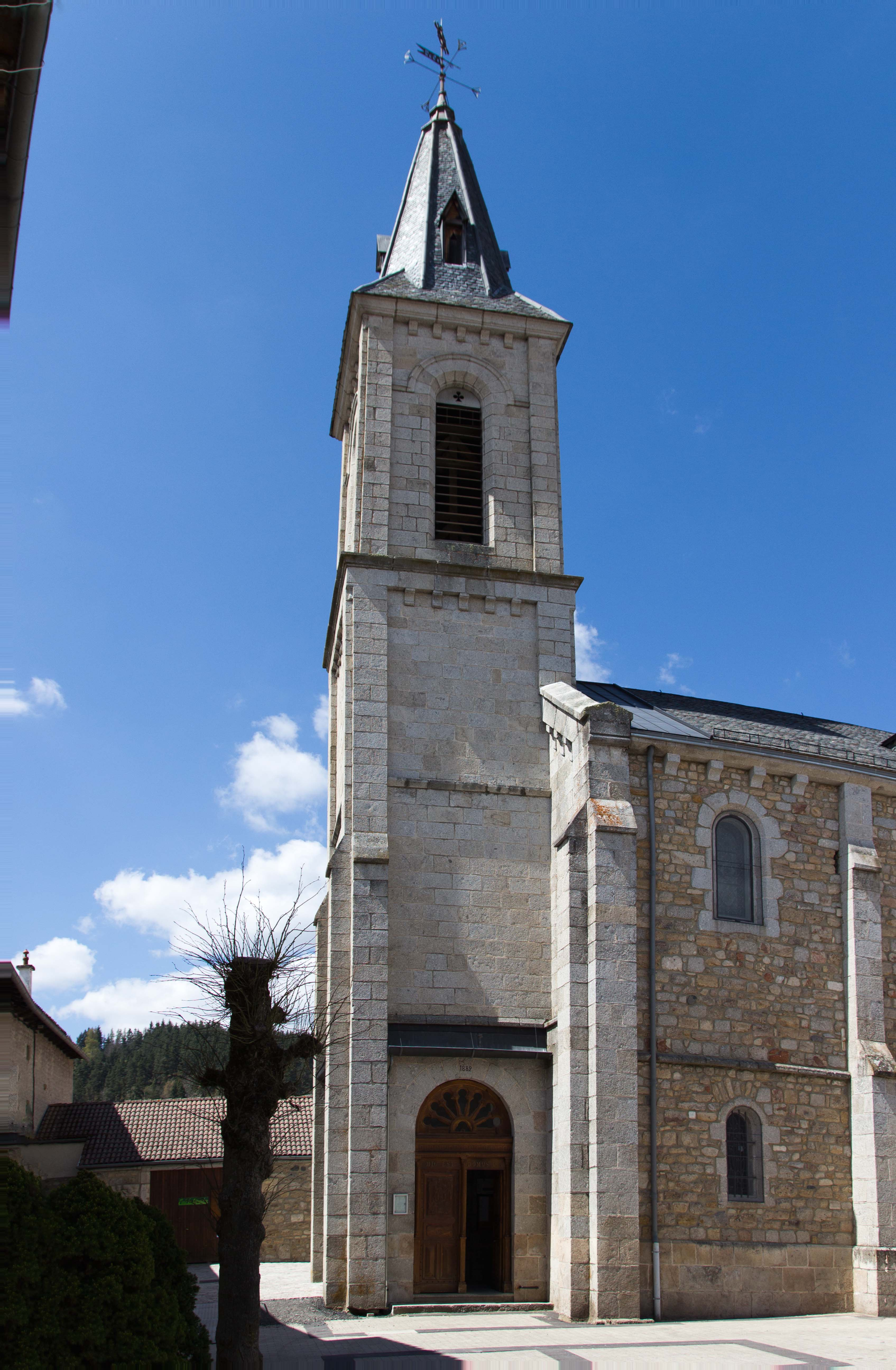
Vue du clocher façade Est
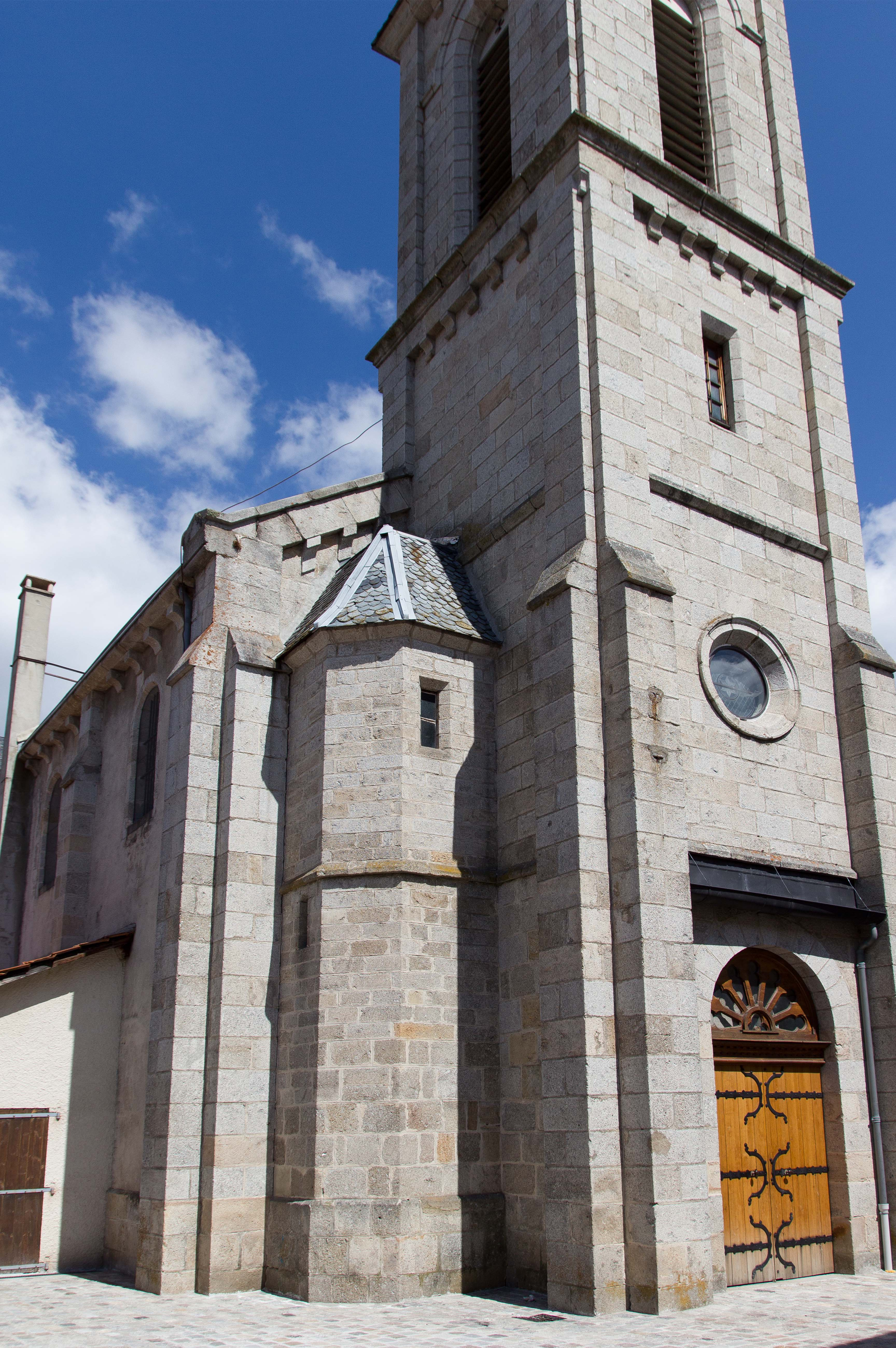
Vue du clocher façade Ouest
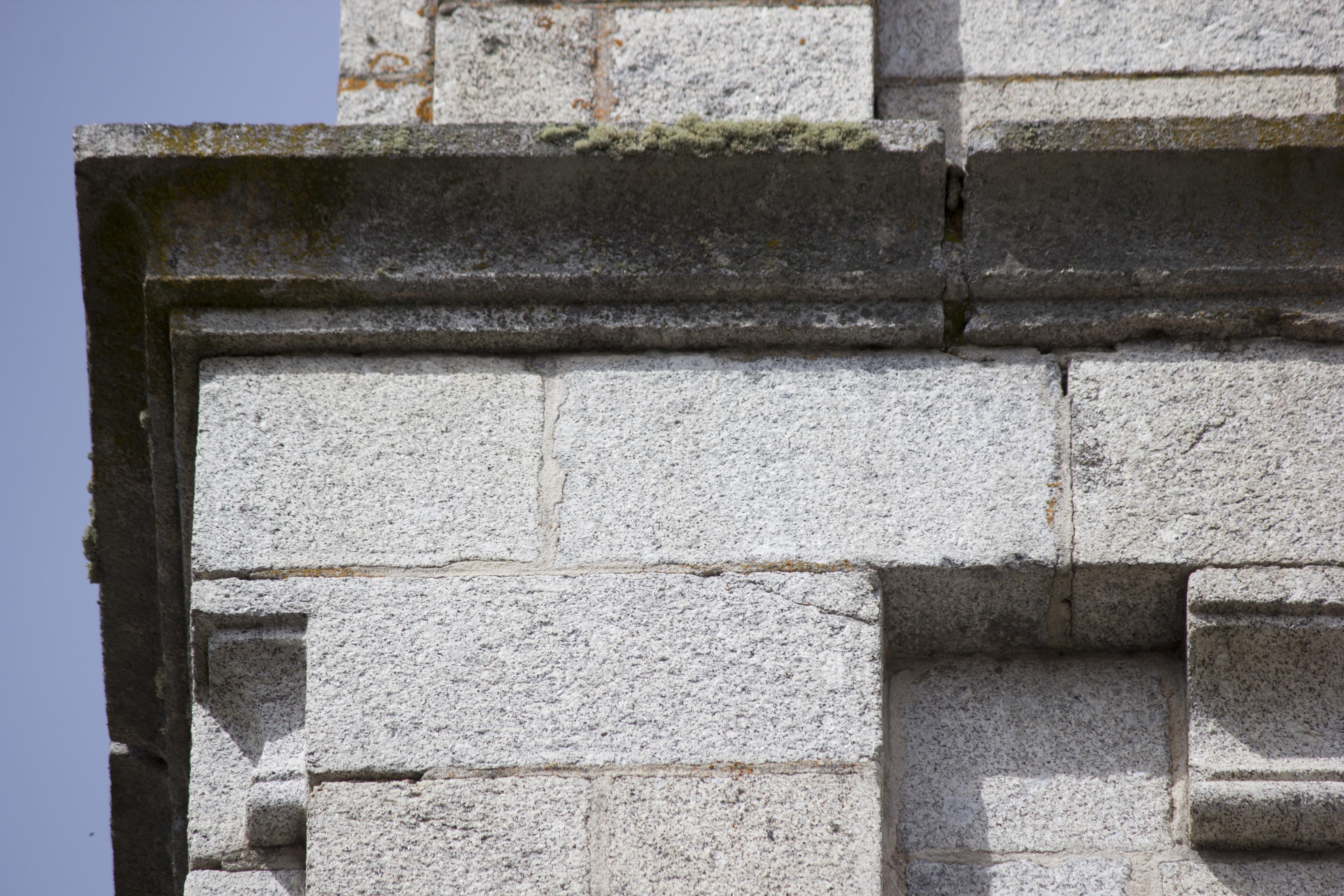
Modénature - 1
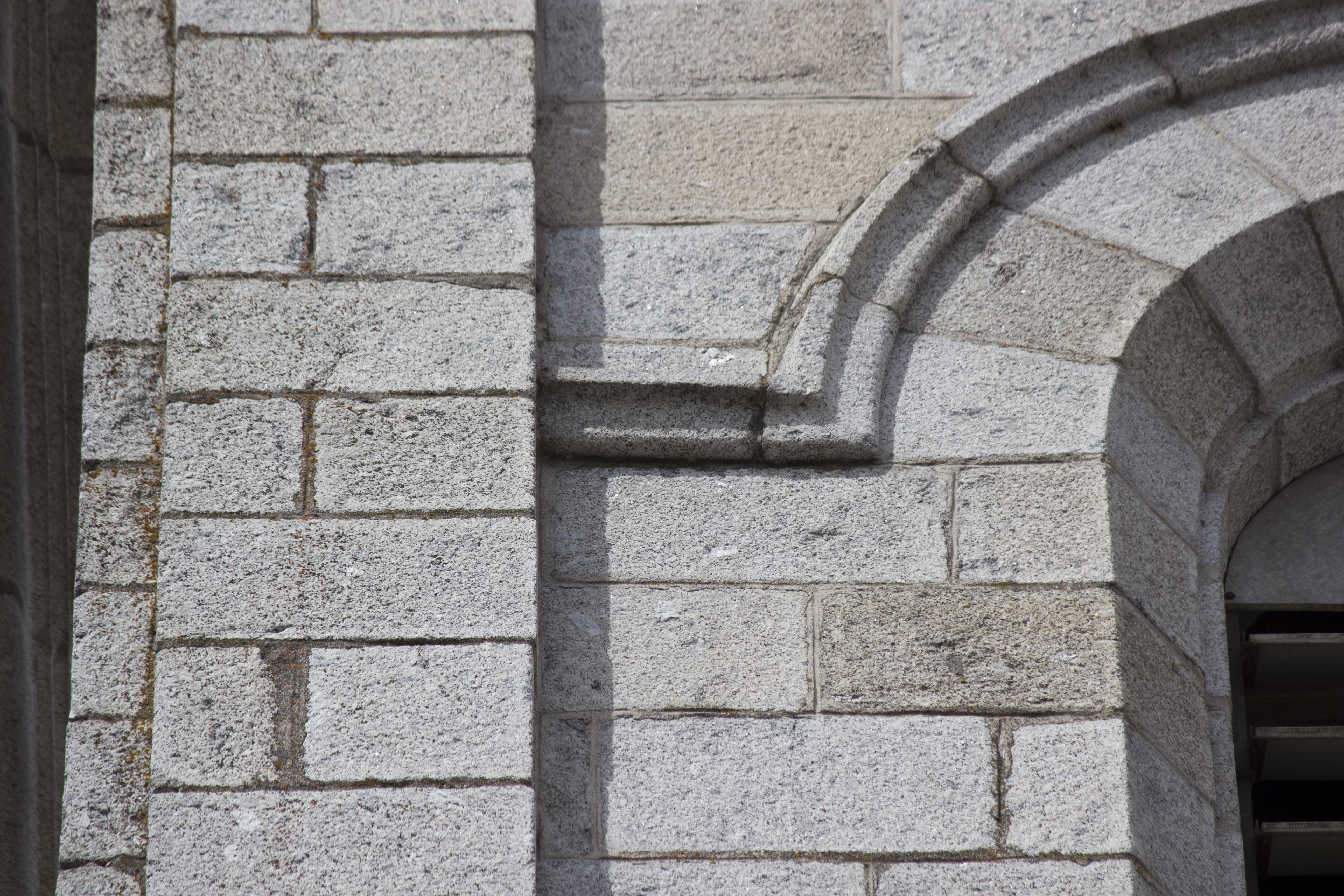
Modénature - 2
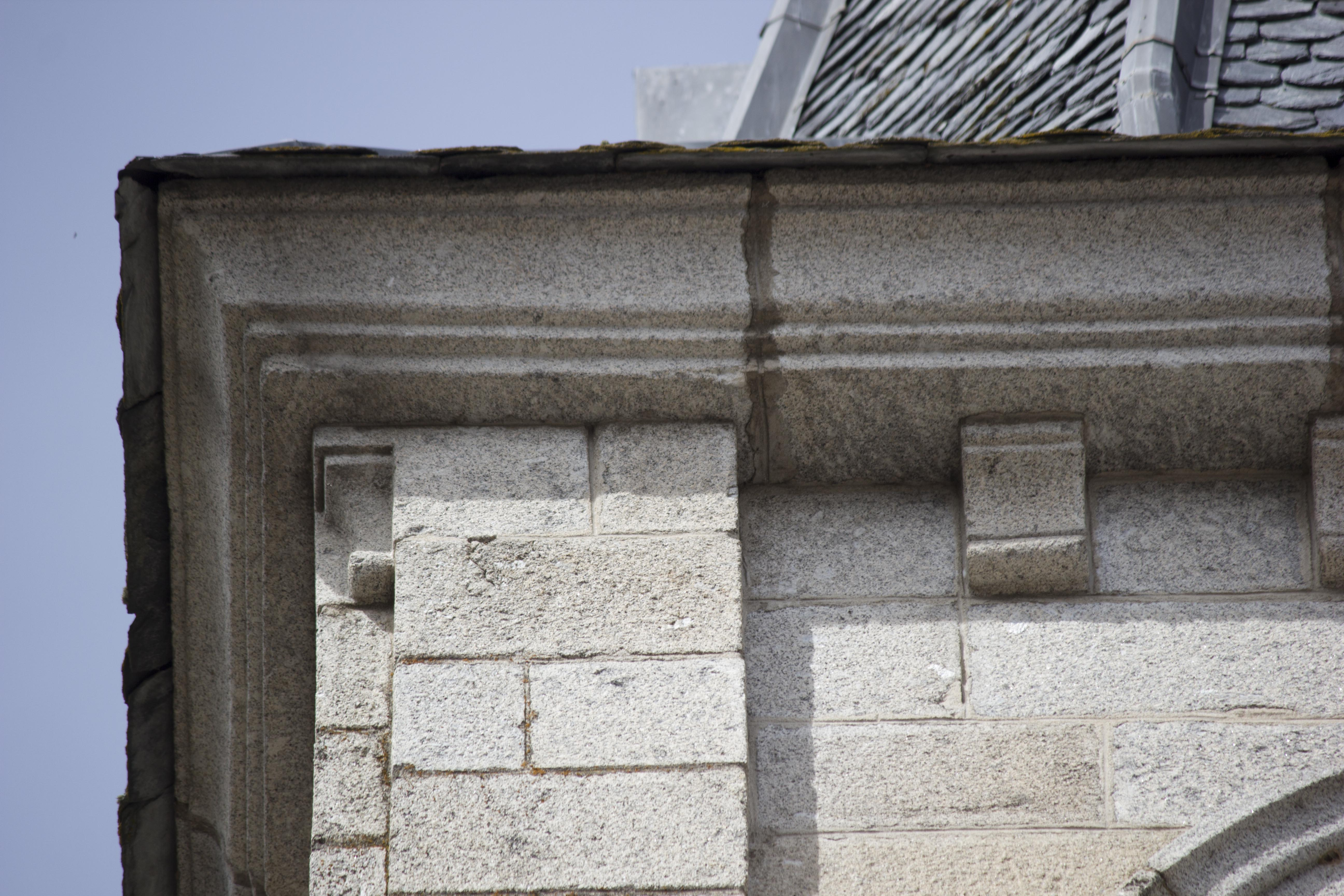
Modénature - 3
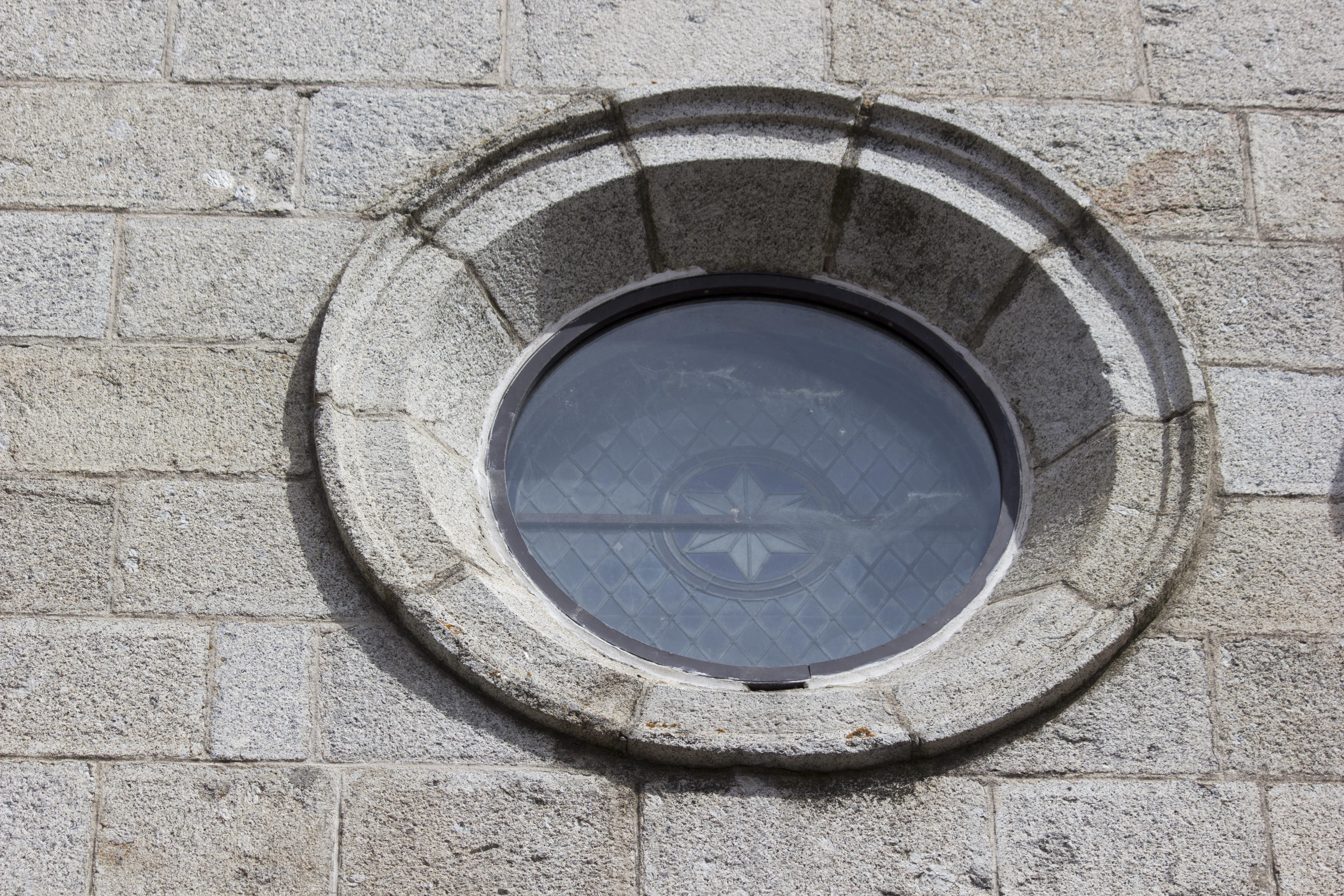
Modénature - 4

#### La sacristie
Rescapée de l’ancienne église la sacristie, située au nord-ouest, est maçonnée en moyen appareil assez régulier. Le voûtement en croisée d’ogive a induit une toiture en appentis plus haute que celle des bas-côtés et surtout s’appuyant sur le mur du croisillon ouest.
La fenêtre éclairant la sacristie est tracée en léger tiers-point.

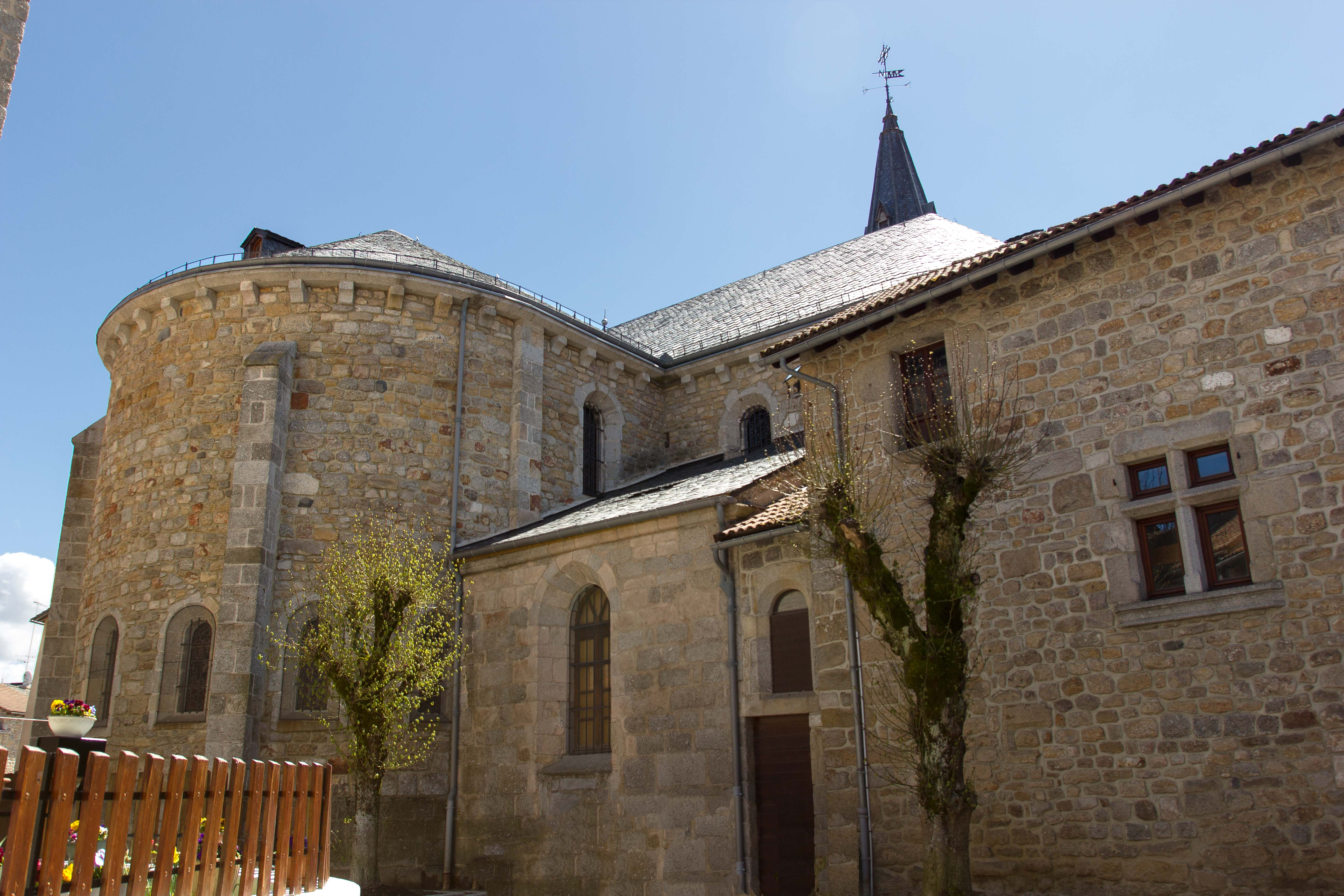
Vue extérieure de la sacristie
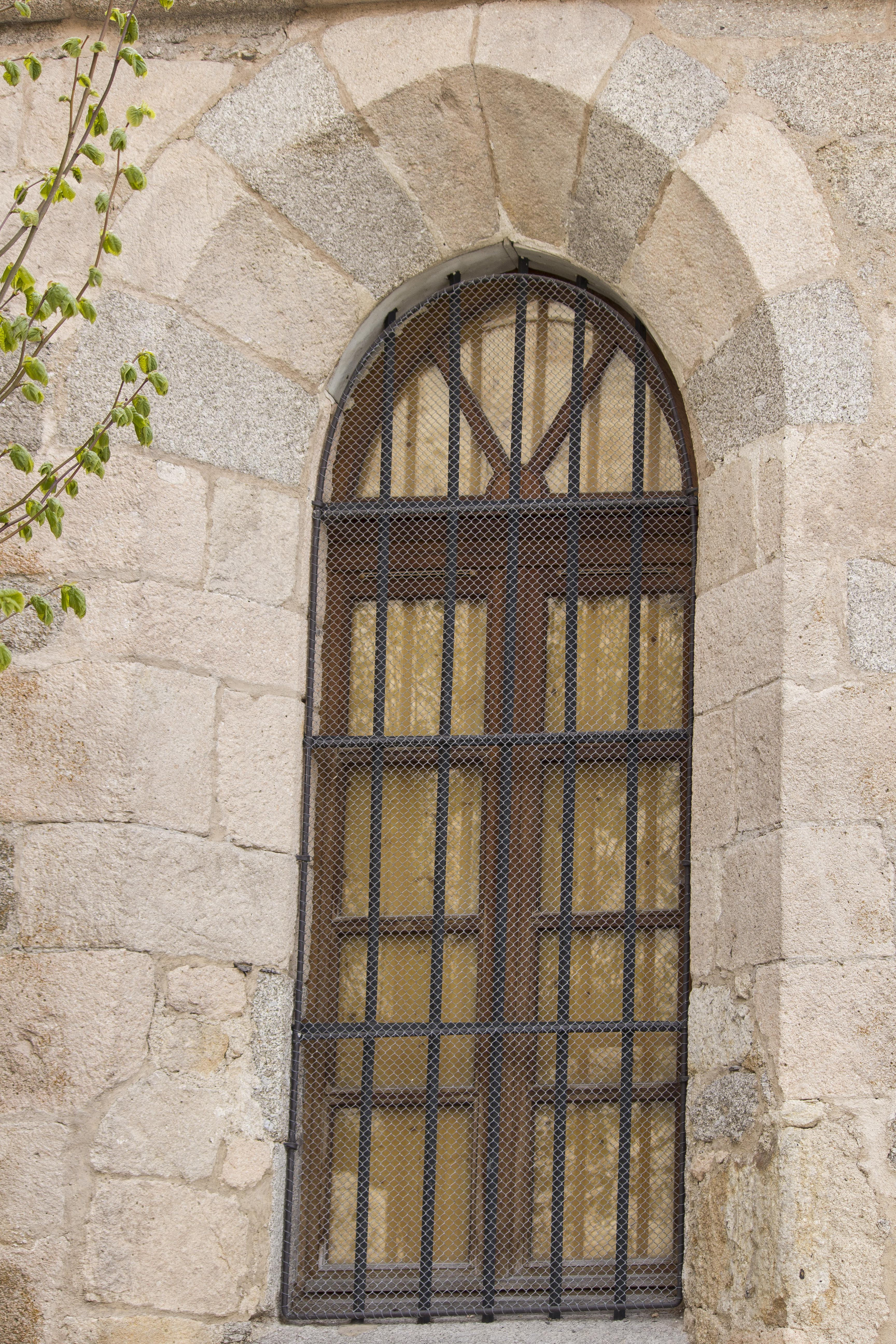
Fenêtre de la sacristie

### Les cloches
La collégiale du Malzieu est dotée de quatre cloches installées dans un beffroi en bois à l'intérieur du clocher.
- cloche 1 : Mi3, (bourdon) fondue en 1865 par Crouzet-Hildebrand à Paris
- cloche 2 : Sol3, fondue en 1611 (fondeur inconnu)
- cloche 3 : La3, fondue en 1865 par Crouzet-Hildebrand à Paris
- cloche 4 : Ré#4, fondue en 1817 par Pierre Decharme à Breuvannes (Haute-Marne)

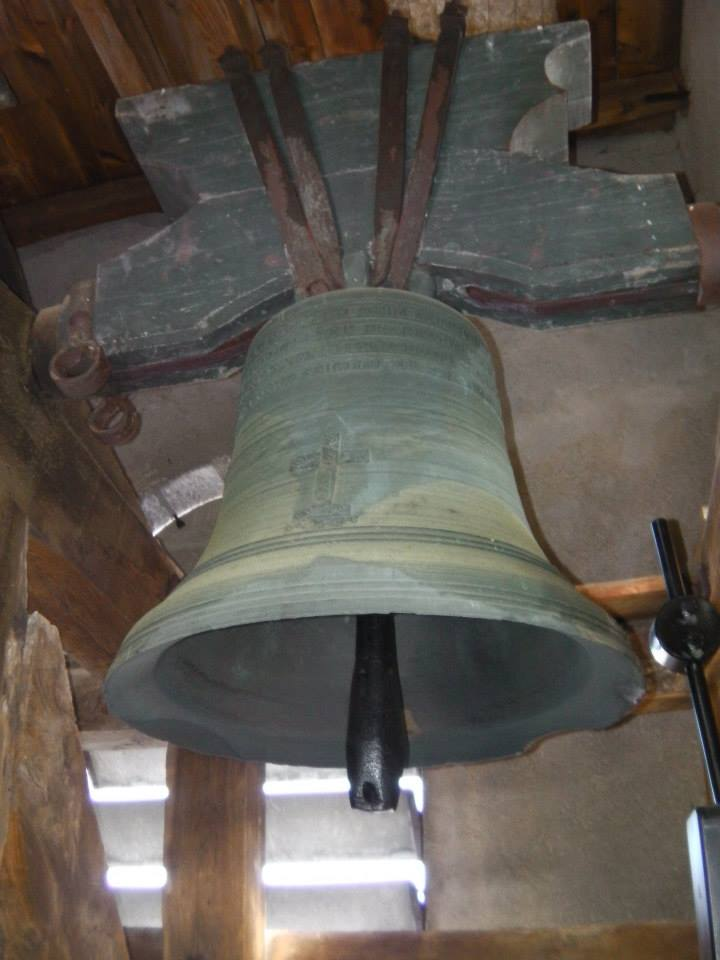
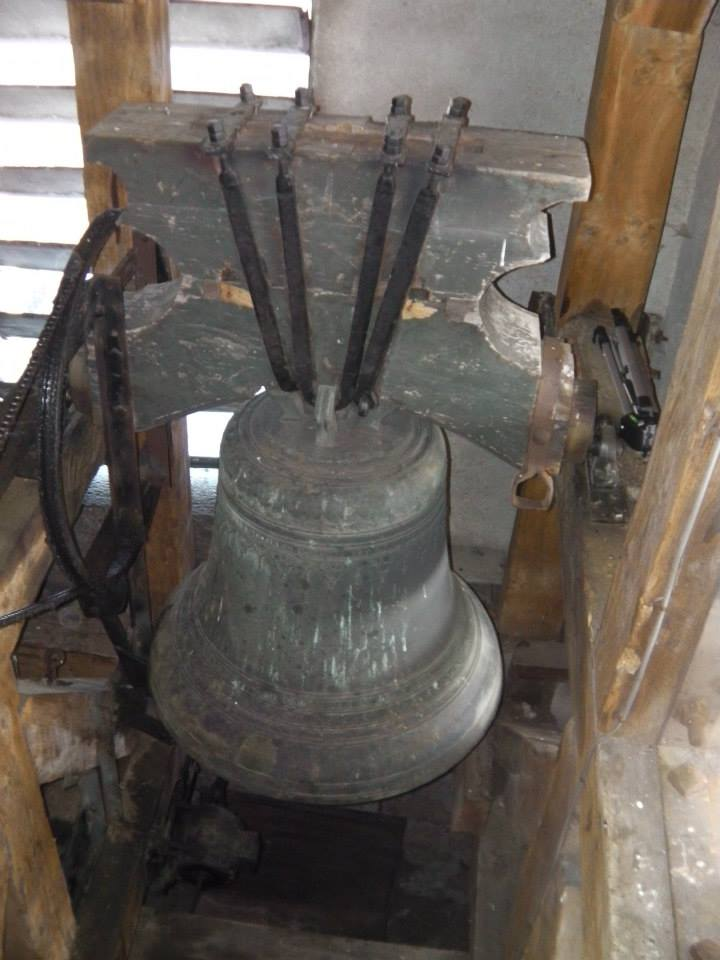
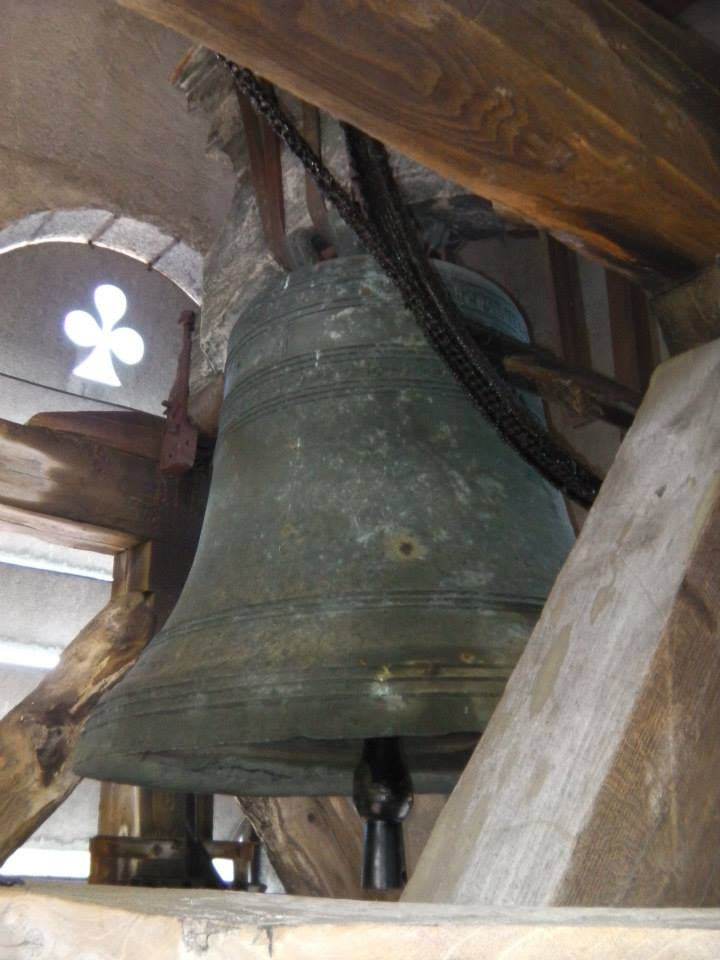
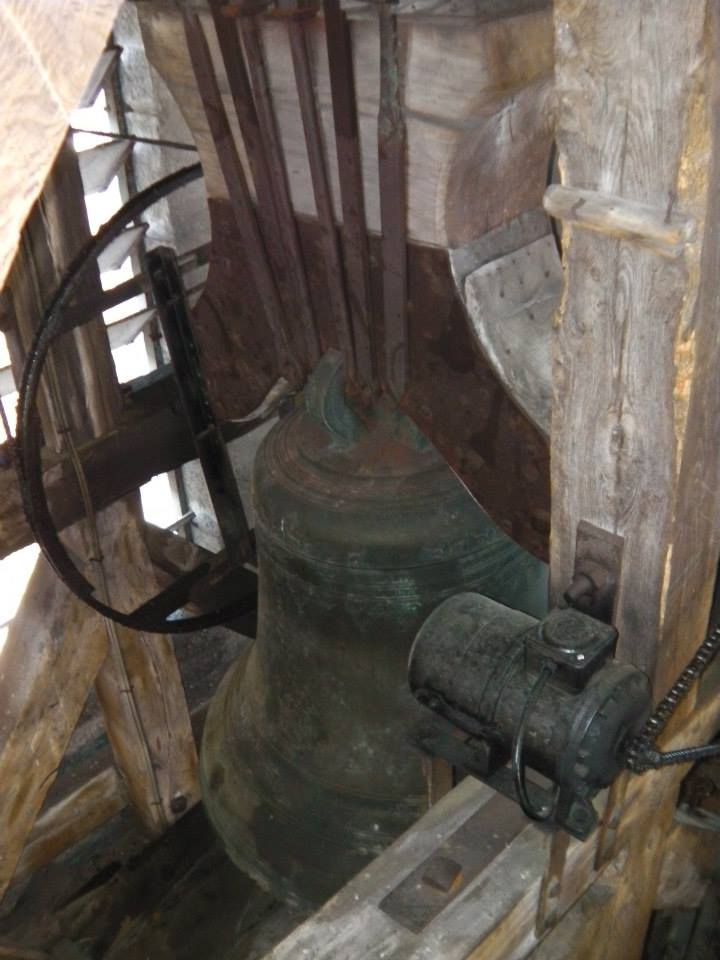

### Sources et références
1. ↑  « Église paroissiale Saint-Hippolyte », sur www.pop.culture.gouv.fr (consulté le 7 août 2021)
2. ↑  Félix Buffière, Ce tant rude Gévaudan [détail des éditions], tome I, p. 610
3. ↑  Félix Buffière, Ce tant rude Gévaudan [détail des éditions], tome I, p. 828
4. ↑  « Collégiale Saint-Hippolyte », notice no IA48001301, sur la plateforme ouverte du patrimoine, base Mérimée, ministère français de la Culture
5. ↑  Abbé J. B. Philip - Le Malzieu et ses environs -Lacour éditeur,p. 117
6. ↑  « Christ en croix », notice no PM48000030, sur la plateforme ouverte du patrimoine, base Palissy, ministère français de la Culture
7. ↑  « Vierge d'Apcher », notice no PM48000083, sur la plateforme ouverte du patrimoine, base Palissy, ministère français de la Culture